# Русский Турыш
Русский Турыш — деревня в Красноуфимском округе Свердловской области. Входит в состав Большетурышского сельского совета.

## География
Населённый пункт расположен на правом берегу реки Иргина в 20 километрах на северо-северо-запад от административного центра округа — города Красноуфимск. Деревня расположена на правом берегу реки Иргина, в устье её правого притока — реки Турыш. На юго-западе граничит с селом Большой Турыш, которое основано татарами-переселенцами из Симбирской и Казанской губерний.

### Часовой пояс
Русский Турыш как и вся Свердловская область, находится в часовой зоне МСК+2. Смещение применяемого времени относительно UTC составляет +5:00.

## Население
| 2002 | 2010 | 2021 |
| ---- | ---- | ---- |
| 171  | ↘137 | ↘118 |

Жители преимущественно русские (97 %).

## Улицы
В деревне расположено всего две улицы: Нагорная и Советская, а также один переулок: Нагорный.